# カントリーリスク
カントリーリスクとは、海外投融資や貿易を行う際、対象国の政治・経済・社会環境の変化のために、個別事業相手が持つ商業リスクとは無関係に収益を損なう危険の度合いのこと。GDP、国際収支、外貨準備高、対外債務、司法制度などの他、当該国の治安、政情、経済政策などといった定性要素を加味して判断される。多くは民間の格付会社によって公表される。
特に開発途上国においてはカントリーリスクが高くなる傾向が強くなる。
第一次石油危機の際、多くの開発途上国において対外債務が累積し、これまでの商業リスク概念を超えた考え方が必要であるとしてカントリーリスク概念が注目されるようになった。

## 要因
収益を損なう原因のうち何をカントリーリスクの要因として考えるかはさまざまな意見があり、明確ではないが、主なものを以下に挙げる。

### 経済情勢の変化
デフォルト
1980年代の東ヨーロッパ諸国と中南米諸国、1994年のメキシコ
インフレーション

### 政治情勢の変化
内乱や革命、その他政情不安による治安の悪化
三井グループがイランと協力して設立したイランジャパン石油化学は1979年のイラン革命、1980年に勃発したイラン・イラク戦争の影響を受ける。最終的に9割がた完成していた石油プラントは放棄され、総額6,000億円もの投資が無駄になった。
政権と経済界との癒着、政権による企業経営への介入
一部の国では財閥が有力政治家と深く関わり、政権内の権力闘争により企業経営が左右される｡ロシアやウクライナの政権によるオリガルヒへの介入などが代表的。

### 当該国の政策変更
外資規制、為替政策の変更
国有化、その他政策・法律の変更
エジプトによるスエズ運河国有化、キューバ革命によるアメリカ系企業の接収・国有化などが代表的。
国際法の解釈の変更
韓国における日韓請求権協定の解釈の変更により発生した徴用工訴訟問題など。
ジンバブエ化

### 社会的要因
- 国民の教育水準の低さ
- 政治家や公務員（警察、行政機関など）の腐敗（職務の怠慢、賄賂による汚職、職権濫用の横行など）
- 犯罪の検挙率の低さ
- 司法制度の不備や不公正、遵法意識の欠如（法務リスク）
- 所得格差の増大や、宗教・民族対立・地域間格差などの社会問題
- 他者の知的財産権（著作権・特許・商標など）の軽視による侵害・濫用・詐取
- 先端技術や商品製造ノウハウの流出と模倣品の氾濫

### 自然災害など
- 地理学的・水文学的・環境学的な要因
  - 自然災害（地震、津波、火山など）や環境汚染（大気汚染、水質汚染など）のリスクと対策の欠如

## カントリーリスクが特に懸念される地域
アフリカや中南米といった途上国は総じてカントリーリスクが高い。またラオスやカンボジアなど東南アジア諸国の一部や、イランなど中東諸国もカントリーリスクが懸念される。
他にロシア連邦をはじめとする旧ソ連諸国、北朝鮮などが特にカントリーリスクが高い地域である。日本では中国のカントリーリスクであるチャイナリスクが注目を集めている｡
韓国も、韓国の最高裁判所（大法院）が日韓請求権協定について日本の裁判所とは異なる解釈をして日本企業に対して賠償命令を出しているため、日本企業の韓国内財産差し押さえの可能性があり、日韓請求権協定成立以前から存在していた日本企業にとってはリスクが上昇していた。2019年1月8日に大邱地方法院（地方裁判所に相当）の浦項支院が新日鉄住金の韓国内資産に対する差し押さえ申請を承認したことにより、日韓請求権協定成立以前から存在していた日本企業にとってはさらにリスクが高まった。また、日本による韓国への輸出厳格化措置に対して、日本製品不買運動が続いていることもリスク上昇の一因である。
イギリスEconomist Intelligence Unitによると、2005年時点では東欧、ロシア、アメリカ合衆国、中国を除くアジア太平洋地域、中国の順でカントリーリスクが上昇している。

## カントリーリスクを象徴する事件の例
- 味の素インドネシア追放事件 - 法務リスク
- ロシア政府によるサハリン1、サハリン2の開発中止命令
- 日露合弁サンタリゾート乗っ取り事件[12]
- テトリス#ライセンス - 法務リスク
- イランの核開発問題の進行に伴うアーザーデガーン油田利権の一部喪失
- ホンダ・CR-Vの意匠権を「無効」とする判決
- 日産自動車の元最高経営責任者（CEO）カルロス・ゴーンの逮捕
- 韓国の日本製品不買運動